# 天文统计学
天文统计学（英語：Astrostatistics）是一门涉及了天体物理学，统计分析和数据挖掘的交叉学科。它用于处理自动化巡天扫描生成的海量数据，刻画复杂的数据集，并利用天文学数据限制天体物理理论。天文统计学涉及了统计学的许多分支，包括非参数统计、多元回归和多元分类，时间序列分析，特别是贝叶斯推断。

## 专业协会
天文统计学的从业人员分属于国际天文统计学协会（附属于国际统计学会）、 国际天文学联盟天文统计学和天文信息学工作组， 美国天文学会天文信息学和天文统计学工作组、美国统计协会天文统计学兴趣小组。所有这些组织都加入了天文统计学和天文信息学门户 （页面存档备份，存于）网站。